# Aleksej Tisjtjenko
Aleksej Viktorovitj Tisjtjenko (ryska: Aлeкceй Bиктopoвич Tищeнкo), född 29 maj 1984 i Omsk i dåvarande Sovjetunionen är en rysk boxare.

## Meriter

### Olympiska meriter

#### Olympiska sommarspelen 2008
- Huvudartikel: Boxning vid olympiska sommarspelen 2008

| Tävlande           | Viktklass | Sextondelsfinal       | Åttondelsfinal       | Kvartsfinal          | Semifinal              | Final                |  |
| Tävlande           | Viktklass | Motståndare Resultat  | Motståndare Resultat | Motståndare Resultat | Motståndare Resultat   | Motståndare Resultat |  |
| ------------------ | --------- | --------------------- | -------------------- | -------------------- | ---------------------- | -------------------- |  |
| Aleksej Tisjtjenko | Lättvikt  | Nejmaoui (TUN) W 10-2 | Little (AUS) W 11-3  | Pérez (COL) W 13-5   | Javakhyan (ARM) W 10-5 | Sow (FRA) W 11-9     |  |